# Wartburg (autómárka)

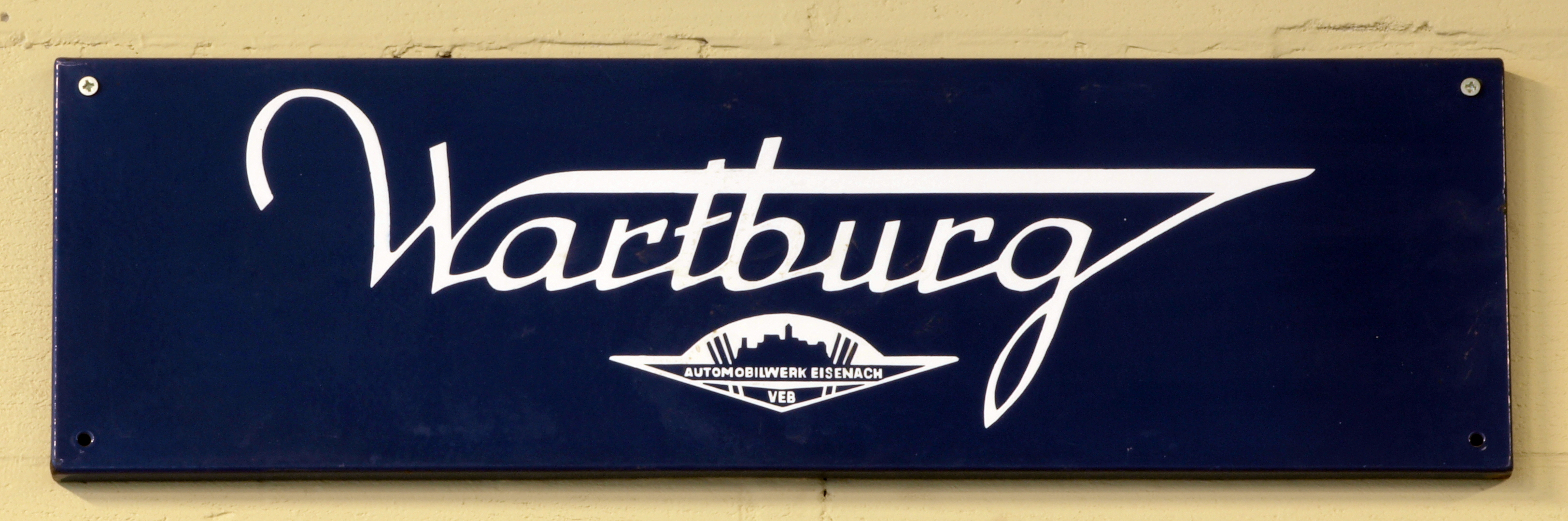
A Wartburg emblémája

A Wartburg egy háromhengeres, kétütemű autó az NDK-ból. A nevét a gyárnak otthont adó Eisenach városban található, az UNESCO világörökség részét képező váráról kapta.

## Történelem
A márka története 1898-ban kezdődött, amikor az Eisenachi Autógyár (Automobilwerk Eisenach) először nevezte így egyik modelljét, amely ezen a néven 1904-ig készült. 1930-ban az Austin 7 egyik licencének a sportváltozata neveként ismét megjelent a név.
1956-ban a VEB Automobilwerk Eisenach az IFA F9 autó alapjaira épülő új autó neveként kelt újra életre. Az első modell a 311-es (nagykerekű, 15 colos) típus 1965-ig készült nagy sikerrel, köztük olyan változatokkal, mint a kétüléses 313-1 Sport, amelyből Magyarországra összesen néhány darab került, elsősorban színészekhez (pl. Kazal Lászlónak volt egy). 1962-ben a motort 900-ról 1000 köbcentisre cserélték, ami a 37 helyett 45 lóerőt tudott. A legnagyobb újdonságnak az addigi termoszifon-rendszerű (a meleg és hideg víz fajsúlykülönbségén alapuló) hűtés átépítése volt szivattyúsra, melynek köszönhetően a hűtővíz ritkábban forrt fel (a szivattyús hűtőt már a 313-1 Sporton is alkalmazták, de más formában). A típusjelzés körül ekkor némi kavarodás tapasztalható, a motort már 312-esnek, belső dokumentációban az autót is 312-esnek jelölték, egy darabig azonban Wartburg 1000 néven forgalmazták. 1965-re elkészült egy új, tekercsrugós, lágyabb futómű, de ekkorra még az új karosszéria nem jelent meg. Az 1965 utáni (kiskerekű, 13 colos) autók 312-1 változatként ismertek.
1966-ban jelent meg a „kocka” Wartburg, először 1000-es, majd 353-as típusjelzéssel, bár a kombi és „Camping” változatok egy darabig még a régi, "púpos" kivitelben készültek. Az autón ezután már csak kisebb fejlesztések következtek, 1975-től a „353W” (Weiterentwicklung, azaz továbbfejlesztés) már 50 lóerőt tudott, kormányváltós mellett padlóváltós is lett, elöl tárcsafékek lassították, a hátsó fékkörbe pedig terhelésfüggő fékerőszabályzó került. Az addig alkalmazott dinamót generátorral váltották fel. 1985-ben a DKW-örökségként a motor mögé épített hűtőt a motor elé helyezték át, és a vízpumpatengelyre mereven szerelt ventilátort villanymotoros, hőkapcsolós váltotta. A kétütemű Wartburg 353-ast egészen 1988-ig gyártották. Az angol exportra szánt változatnak „Wartburg Knight” volt a neve.
1988-ban jelent meg a Wartburg 1.3 típusjelzésű modell, Volkswagen licenc alapján készült motorral, egészen 1991-ig, a gyártás megszűnéséig, a négyütemű Wartburgból 152 657 darab készült. A gyárat az Opel vásárolta meg.

## Galéria

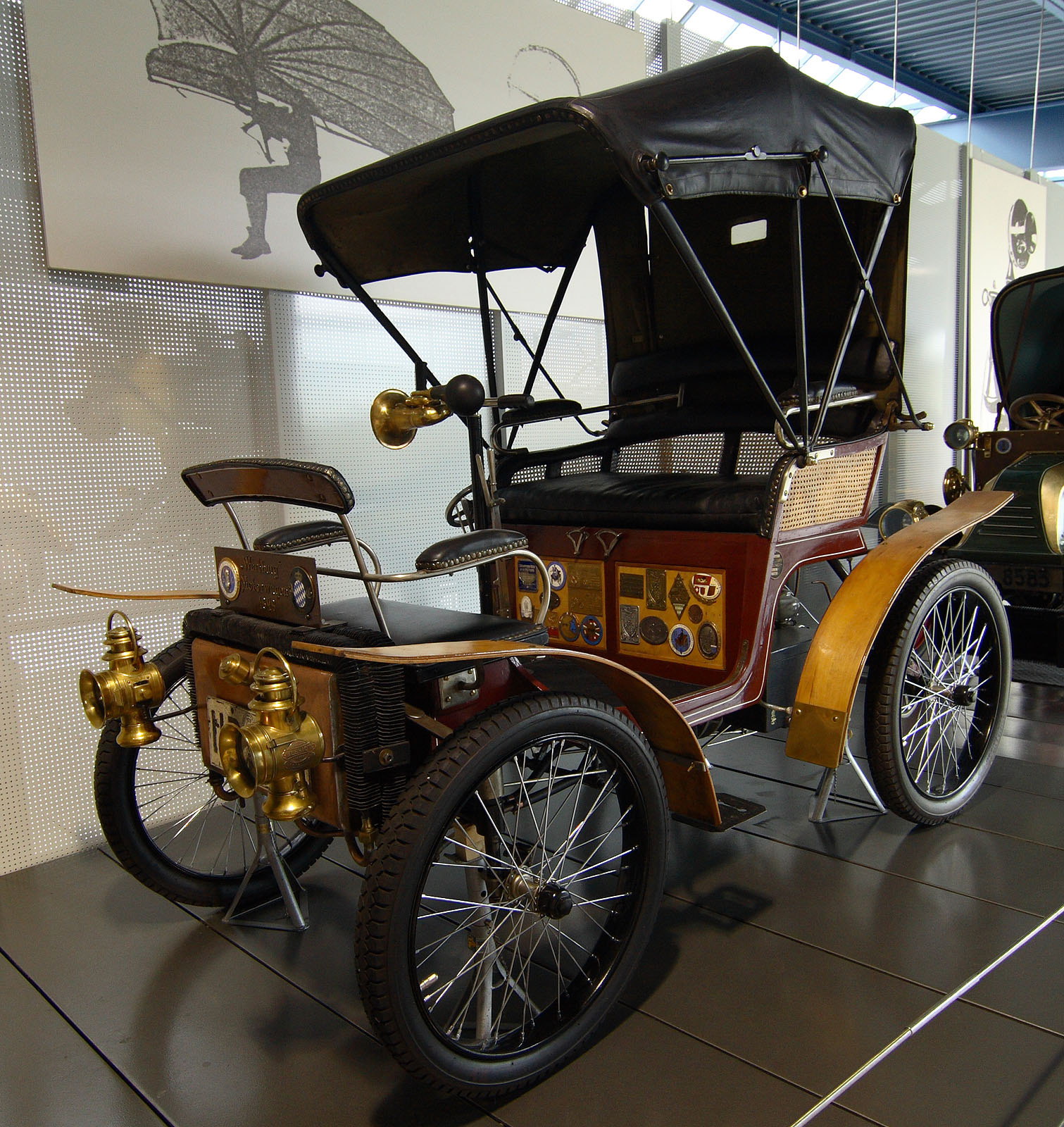
Az első Wartburg 1898-ból
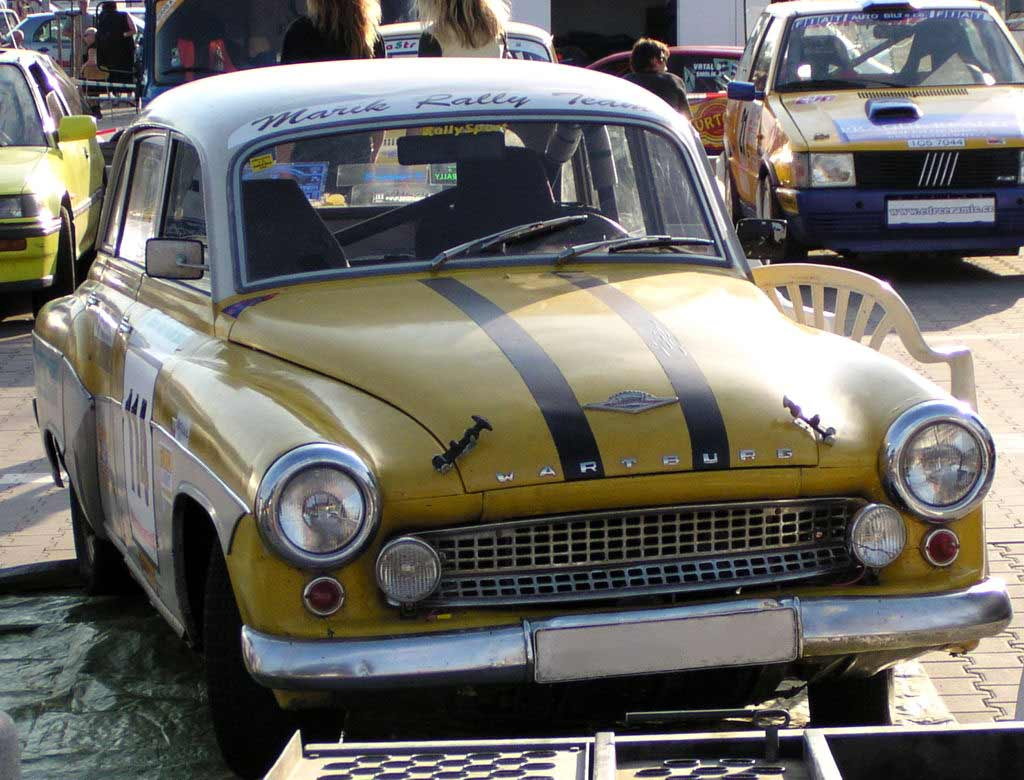
Wartburg 311: 1956–1965
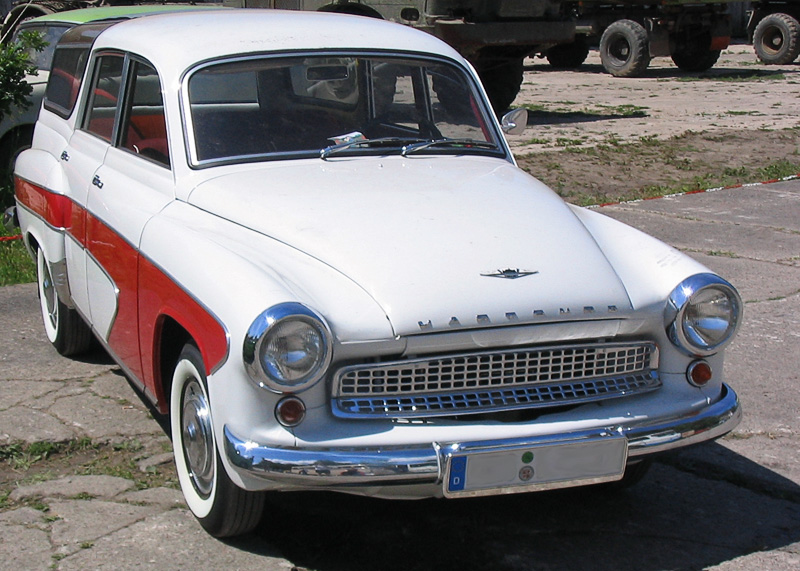
Wartburg 312 (Camping): 1965
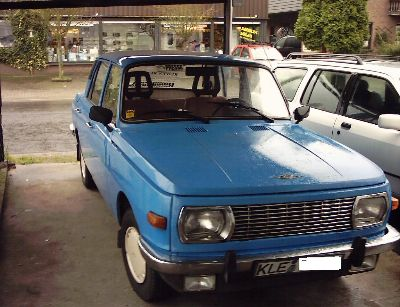
Wartburg 353: 1966–1985
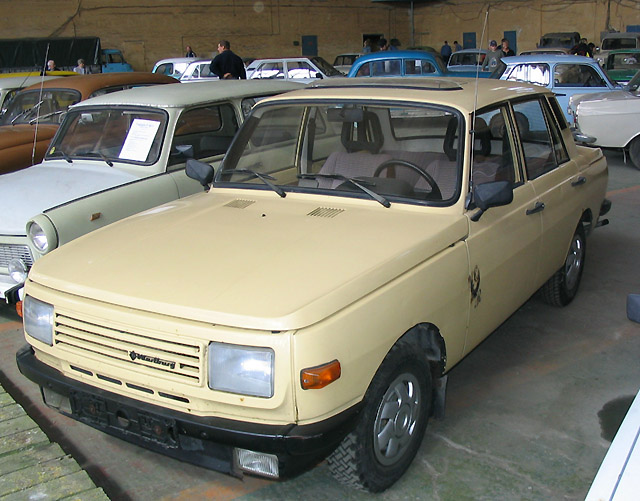
Wartburg 353W: „elölhűtős” 1985–1989
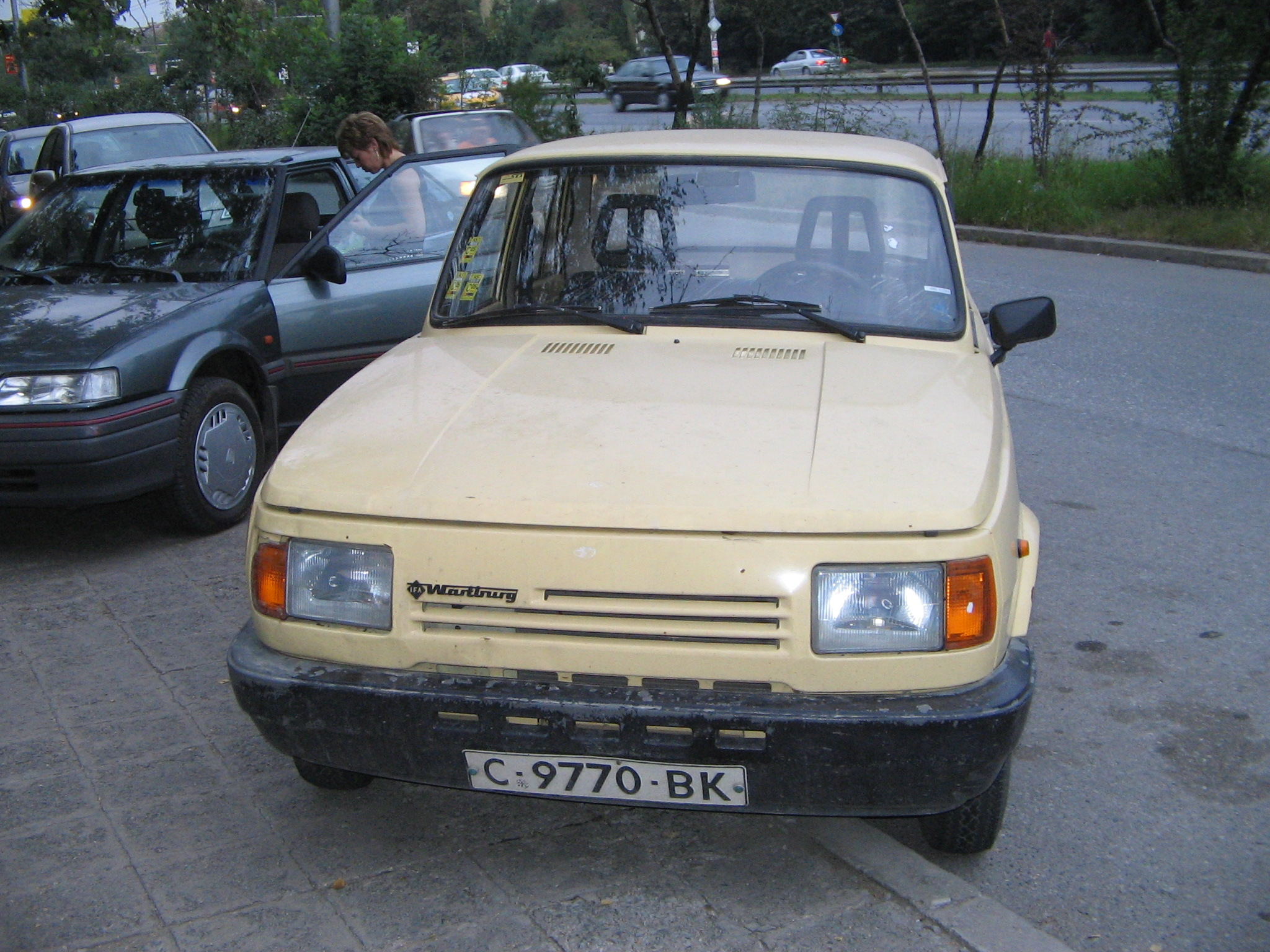
Wartburg 1.3: a négyütemű modell 1988 október 12.–1991 április 10.
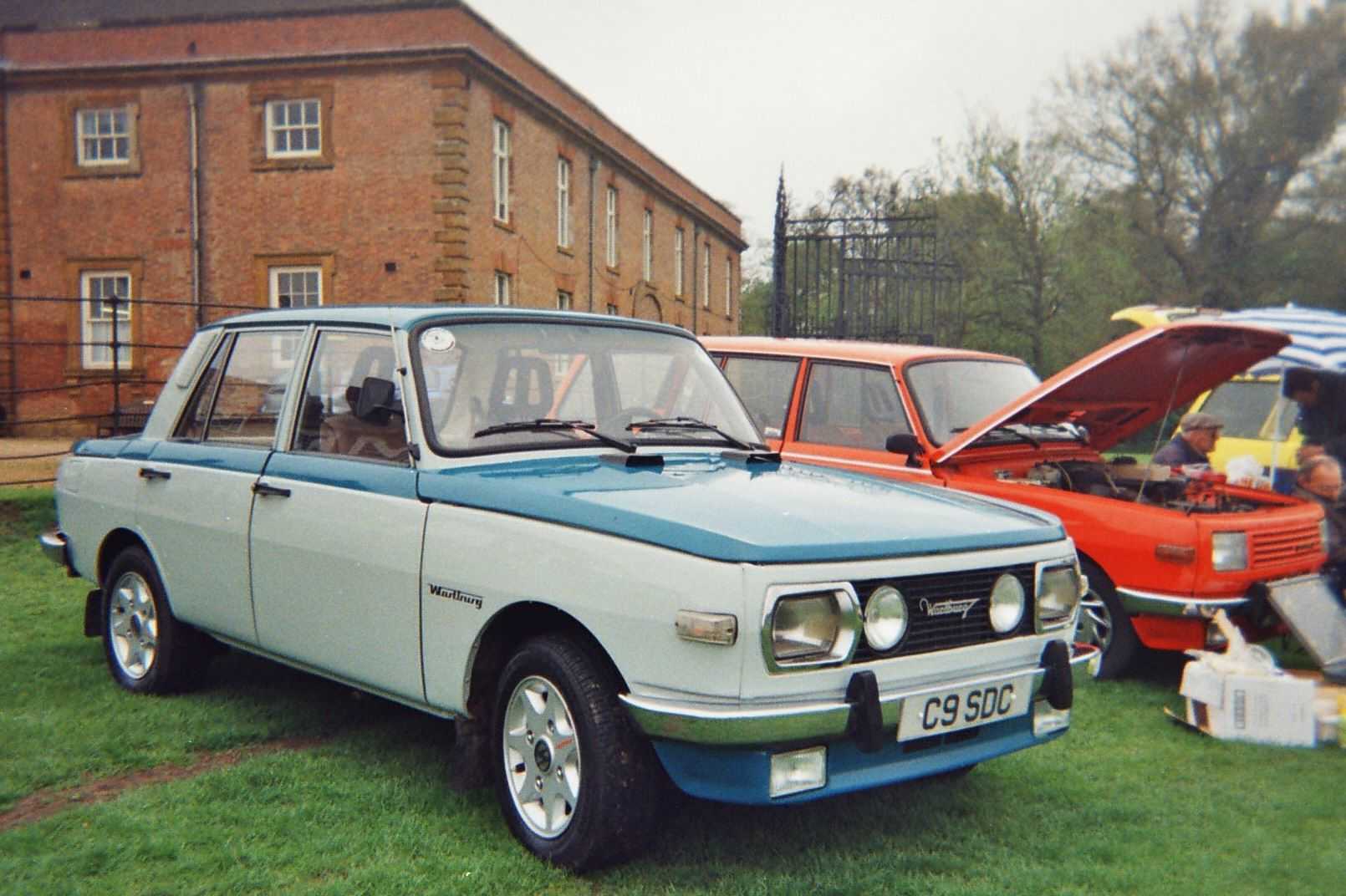
Wartburg 353 rallye
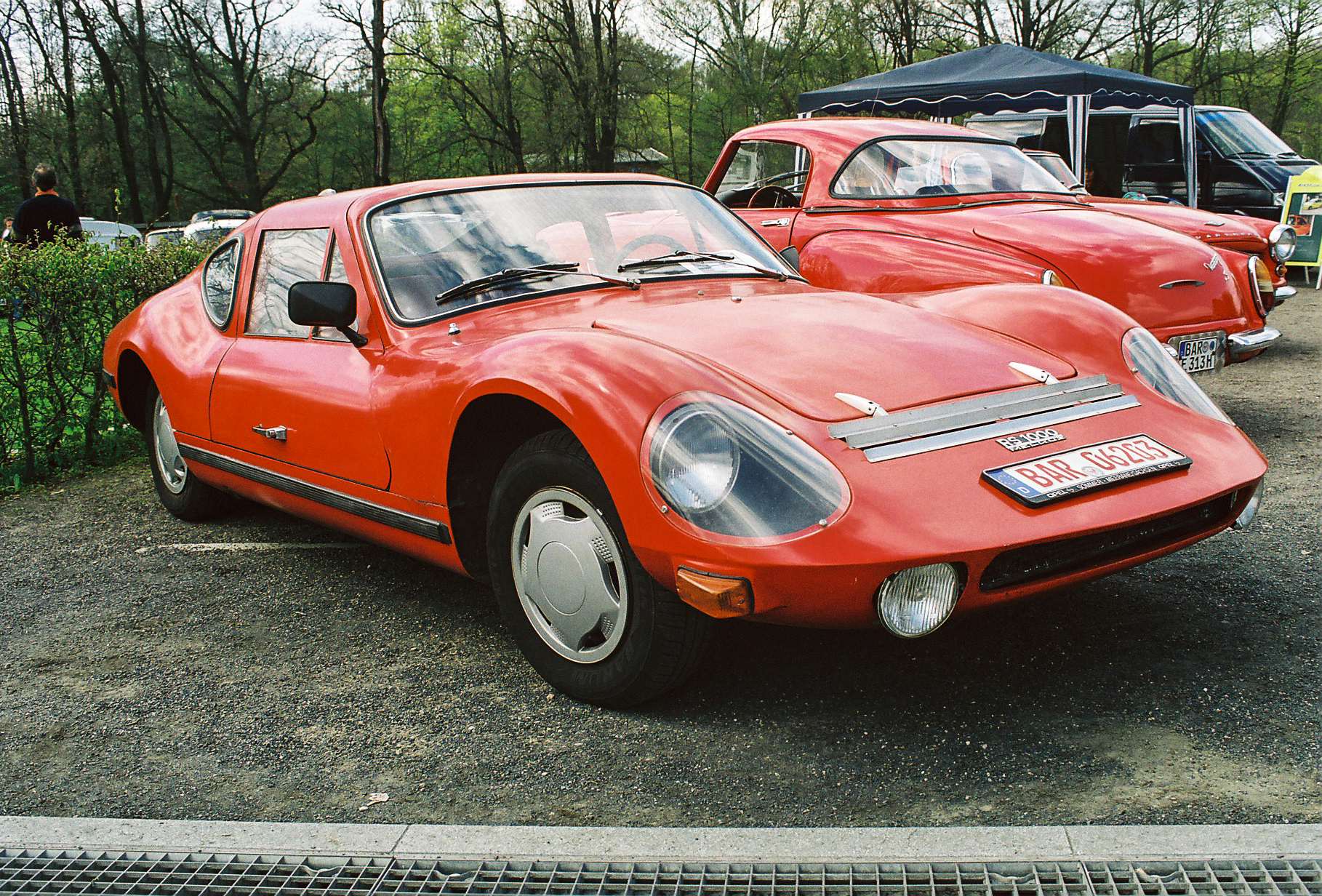
A Wartburg 353 alapjaira épült Melkus RS 1000 versenyautó

## További információ
- Wartburg.lap.hu – Linkgyűjtemény
- A Wartburg-sztori – Totalcar.hu, 2002. szeptember 18.
- Ha még nem láttad, hogyan készült a Trabant és a Wartburg, most megnézheted – Belsőség.blog.hu, 2014. február 15.
- Wartburg-történelem (angolul)